# Куимов, Василий Васильевич
Василий Васильевич Куимов — советский хозяйственный, государственный и политический деятель, доктор экономических наук.

## Биография
Родился в 1945 году в деревне Покровка. Член КПСС.
С 1962 года — на хозяйственной, общественной и политической работе. В 1962—2020 гг. — ученик токаря третьего разряда Тугачинского леспромхоза, токарь красноярского ГЭСстроя, студент Красноярского технологического института, кочегар КРТУ, техник-конструктор «Краслесмаш», ассистент кафедры технологического института, второй, первый секретарь Центрального райкома комсомола, горкома комсомола, первый секретарь Красноярского крайкома ВЛКСМ, аспирант высшей комсомольской школы в Берлине, второй секретарь Свердловского райкома, первый секретарь Октябрьского райкома КПСС города Красноярска, секретарь Красноярского горкома КПСС, заведующий кафедрой коммерческой и внешнеэкономической деятельности, проректор по учебной методической работе Красноярского государственного торгово-экономического института, директор департамента социальной политики Администрации города Красноярска, преподаватель на кафедре торгового дела и маркетинга в Красноярском государственном торгово-экономическом институте, ректор Красноярского краевого народного университета «Активное долголетие».
Живёт в Красноярске.